# Alexa Demie
Alexa Demie, née à Los Angeles (Californie), est une actrice et mannequin américaine. Elle est notamment connue pour incarner le rôle de Maddy Perez dans la série télévisée HBO Euphoria et le rôle d’Alexis dans le film Waves.

## Biographie
D'origine mexicaine, Alexa Demie est née le 11 décembre 1990 à Los Angeles où elle grandit et est élevée par sa mère Rose Mendez, maquilleuse née dans l'État de Michoacán au Mexique et qui a émigré aux États-Unis au cours des années 1980. Elle vit dans le quartier de Atwater Village (en) et poursuit ses études à la John Marshall High School (en) dont elle sort diplômée en 2008.

## Carrière
Alexa Demie fait sa première apparition à l'écran en 2013 dans le clip vidéo "ATM Jam" d'Azealia Banks.
Elle commence sa carrière en 2015 dans le court métrage Miles, grâce auquel elle trouve une agence pour la représenter. Par la suite, elle joue dans plusieurs séries, notamment Ray Donovan, Love et The OA.
En 2018, elle joue dans 90's, le premier film réalisé par Jonah Hill,. Sa carrière est cependant officiellement lancée en 2019 à la suite du succès de la série Euphoria dans laquelle elle interprète le rôle de Maddy Perez. Elle reçoit d'ailleurs, pour son rôle dans Euphoria, la nomination Best Supporting Actress - Drama (Television) aux Imagen Awards en 2022. 
À l'automne 2019 sort le film Waves, dans lequel elle joue aux côtés de Sterling K. Brown.
En 2020, elle fait partie du casting du film Mainstream, réalisé par Gia Coppola.

## Mode
En 2022 elle apparait dans une grande campagne pour Balenciaga, assiste à plusieurs de ses défilés de mode et porte régulièrement la marque sur le tapis rouge,. 
En décembre 2022, à la suite du scandale de la campagne de Balenciaga avec des enfants,, elle se désabonne du compte Instagram de la marque, supprime tous ses posts liés à Balenciaga de son Instagram, y compris la campagne qu'elle a réalisée pour eux et ne commente pas publiquement la controverse.

## Filmographie

### Cinéma

#### Longs métrages
- 2017 : Brigsby Bear de Dave McCary : Merideth
- 2018 : 90's de Jonah Hill : Estee
- 2020 : Waves de Trey Edward Shults : Alexis
- 2020 : Mainstream de Gia Coppola : Isabelle Roberts

#### Courts métrages
- 2015 : Miles : Sara
- 2017 : To The Moon : Virginia Dawson
- 2021 : Nineteen On Fire : Paisley

### Télévision

#### Séries télévisées
- 2016 : Ray Donovan : Shairee (3 épisodes)
- 2018 : Love : Marina (2 épisodes)
- 2019 : The OA : Ingrid
- depuis 2019 : Euphoria : Madeleine « Maddy » Perez (16 épisodes)
- 2023 : The Idol : Madeleine « Maddy » Perez (1 épisode, caméo)
- 2024 : Fantasmas (en) : Becca

#### Émissions télévisées
- 2019 : Made in Hollywood
- 2019 : A Little Late with Lilly Singh

#### Musique
- 2017 : Girl like me
- 2021 : Leopard Limo (Archive LL11)